# Шукюрагалы
Шукюрагалы́ (азерб. Şükürağalı) — село в Агдамском районе Азербайджана. Согласно Закону "О муниципальных территориях и землях" это село отнесено к муниципалитету Чеменли.

## Этимология
Название происходит от рода Шукюрагалыляр.

## История
Первые упоминания села датированы началом XX века.
В 1926 году согласно административно-территориальному делению Азербайджанской ССР село относилось к дайре Хиндристан Агдамского уезда.
После реформы административного деления и упразднения уездов в 1929 году был образован Чеменлинский сельсовет в Агдамском районе Азербайджанской ССР.
Согласно административному делению 1961 и 1977 года село Шукюрагалы входило в Чеменлинский сельсовет Агдамского района Азербайджанской ССР.
В 1999 году в Азербайджане была проведена административная реформа и был учрежден Сарыджалинский муниципалитет Агдамского района, куда и вошло село.

## География
Неподалёку от села протекает река Хачынчай.
Село находится в 18 км от райцентра Агдам, в 18 км от временного райцентра Кузанлы и в 331 км от Баку. Ближайшая ж/д станция — Агдам.
Высота села над уровнем моря — 252 м.

## Население
| Численность населения |
| 1979                  |
| --------------------- |
| 210                   |

## Климат
В селе холодный семиаридный климат.

## Инфраструктура
В 2014 году после обстрелов в селе были восстановлены государством 11 жилых домов.
В 2011 году в село проведена канализация и водопровод.